# Мисия Серенити
„Мисия Серенити“ (на английски: Serenity) е щатски космически уестърн филм от 2005 г., написан и режисиран от Джос Уедън в режисьорския му дебют. Филмът е продължение на краткотрайния сериал по Fox – „Firefly“. Във филма участват Нейтън Филиън, Алън Тюдик, Адам Болдуин, Съмър Глау и Чуетел Еджиофор. Филмът е пуснат в Северна Америка на 30 септември 2005 г. от Universal Pictures.